# Hanslia
Genre
Hanslia est un genre de plantes à fleurs dicotylédones de la famille des Fabaceae (Légumineuses), sous-famille des Faboideae, originaire d'Asie du Sud-Est et d'Australie, qui comprend deux espèces acceptées.

## Liste d'espèces
Selon The Plant List (15 décembre 2018) :
- Hanslia hentyi (Verdc.) H. Ohashi
- Hanslia ormocarpoides (DC.) H. Ohashi